# Salcoatitán
Salcoatitán è un comune del dipartimento di Sonsonate, in El Salvador.